# Ledermanniella fluitans
Ledermanniella fluitans là một loài thực vật có hoa trong họ Podostemaceae. Loài này được (H.E.Hess) C.Cusset mô tả khoa học đầu tiên năm 1974.